# Chrząstawa (województwo łódzkie)
Chrząstawa – wieś w Polsce położona w województwie łódzkim, w powiecie łaskim, w gminie Widawa.
Wieś królewska w tenucie szczercowskiej w powiecie sieradzkim województwa sieradzkiego w końcu XVI wieku. W latach 1975–1998 miejscowość administracyjnie należała do województwa sieradzkiego.
Wieś nad rzeczką Chrząstawką. Do niedawna na początku wsi stał młyn wodny zbudowany w 1914 r. Produkowano w nim razówkę, śrutę i kasze. Drugi młyn, zwany „młynem Barasińskiego”, także z 1914 r, pracuje do dziś. Początkowo poruszany był kołem wodnym podsiębiernym, następnie turbiną wodną. Po wojnie przez kilka lat istniała tu również gręplarnia. W Chrząstawie funkcjonuje klub piłkarski LZS Chrząstawa.
Przez wieś prowadzi  niebieski turystyczny Szlak „Osady Braci Czeskich” (65 km): Widawa (PKS) – Ruda – Chrząstawa – Faustynów – Walewice – Pożdżenice – Zelów – Zelówek – Bocianicha – Grzeszyn – Gucin – Rokitnica – Talar – Barycz – Ostrów – Łask Kolumna (PKP, PKS).